# Blues for the Red Sun
| Recensione | Giudizio |
| ---------- | -------- |
| AllMusic   | [ 1 ]    |

Blues for the Red Sun è il secondo album in studio del gruppo musicale statunitense Kyuss, pubblicato il 30 giugno 1992 dalla Dali Records.
È stato votato dalla rivista Guitar World, come miglior scoperta rock del 1992, mentre secondo Q è uno dei 50 album più aggressivi di tutti i tempi.
Nel giugno del 2017 la rivista Rolling Stone ha collocato l'album alla quarantunesima posizione dei 100 migliori album metal di tutti i tempi.

## Descrizione
Grazie alla produzione di Chris Goss e alle tonalità molto basse utilizzate soprattutto dal chitarrista Josh Homme, unite al fatto che lo stesso ha utilizzato per la registrazione un amplificatore per basso e non per chitarra elettrica, l'album è diventato una pietra miliare nell'ambito del genere stoner rock.
Tra i pezzi si possono menzionare Green Machine, la loro canzone più famosa e per il cui singolo la band realizzò anche un video semplice ed efficace, e Mondo Generator, che darà il nome al futuro progetto del bassista Nick Oliveri, uscito dalla band e sostituito da Scott Reeder proprio dopo questo LP.

## Tour e promozione
Per promuovere l'album, la band si imbarcò in un tour facendo da opening act per band molto affermate come Danzig, Faith No More e White Zombie. Inoltre nel 1993 furono scelti come numero di apertura dai Metallica nella tranche australiana di 9 date a supporto del Black Album.

## Tracce
1. Thumb – 4:41
2. Green Machine – 3:38
3. Molten Universe – 2:49
4. 50 Million Year Trip (Downside Up) – 5:52
5. Thong Song – 3:47
6. Apothecaries' Weight – 5:21
7. Caterpillar March – 1:56
8. Freedom Run – 7:37
9. 800 – 1:34
10. Writhe – 3:42
11. Capsized – 0:55
12. Allen's Wrench – 2:44
13. Mondo Generator – 6:15
14. Yeah – 0:04

## Formazione
- John Garcia – voce
- Josh Homme – chitarra
- Nick Oliveri – basso
- Brant Bjork – batteria